# 龍潭崇信

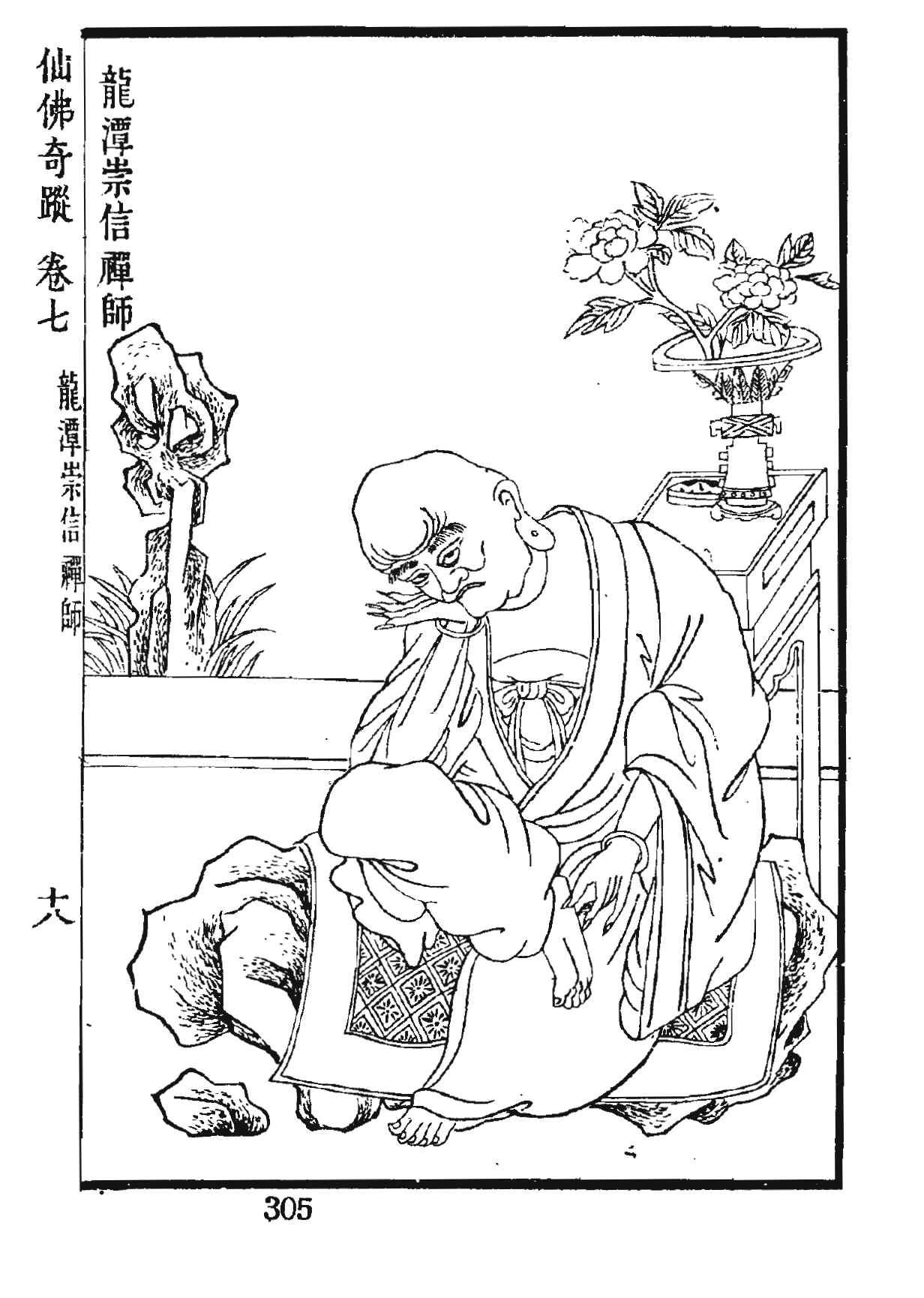
龍潭崇信

龍潭崇信，渚宮(今湖北江陵)人，唐代禪宗大師。年少時卖燒餅為生。因居住天皇道悟禪師的寺院附近，崇信每天都以十個餅饋贈道悟禪師。道悟禪師每天都還給崇信一个餅，說：「送你一個餅，庇蔭你的子孫」。崇信於是發問：「這饼我送來的，大師怎又送还一個给我呢？」道悟禪師說：「你送来的，又还给你，这又有甚麼問題吗？」崇信又問：「弟子的一生紛紛擾擾，究竟如何呢？」道悟勸他出家，他就跟隨天皇道悟出家了。
崇信在道悟的引領下得道，頗開一家風氣，弟子為德山宣鑒，開啟雲門宗、法眼宗。

## 師承
- 天皇道悟 [1]

## 弟子
- 德山宣鑑

## 外部連結
- 龙潭崇信禅师述略 （页面存档备份，存于）
- 天皇道悟弟子：龙潭崇信禅师 （页面存档备份，存于）